# Anastatus charitos
Anastatus charitos är en stekelart som beskrevs av De Santis 1982. Anastatus charitos ingår i släktet Anastatus och familjen hoppglanssteklar. Inga underarter finns listade i Catalogue of Life.